# Rzgów
Rzgów je město v Polsku v Lodžském vojvodství v okrese Lodž východ, centrum městsko-vesnické gminy Rzgów. Leží na řece Ner v aglomeraci města Lodže. V roce 2024 zde žilo 3 455 obyvatel.

## Historie
První zmínka o obci pochází z roku 1378. V roce 1476 získal Rzgów městská práva, v roce 1870 o ně v rámci administrativní reformy opět přišel. Od r. 2006 má opět status města.